# A Espada e a Rosa
A Espada e a Rosa é a primeira longa-metragem de João Nicolau, estreada na competição da secção Orizzonti do Festival de Veneza em 2010. Conta uma aventura entre o sonho e o surreal, sobre um personagem Lisboeta a bordo de uma caravela do século XV. O filme tem elementos de humor e musical, e mistura retrato urbano contemporâneo com histórias de pirataria e ficção científica, num exercício de desorientação e utopias morais.